# Jardim do Mulato
Jardim do Mulato est une municipalité brésilienne située dans l'État du Piauí.